# Александер, Джеймс, 4-й граф Каледон
Джеймс Александер, 4-й граф Каледон (11 июля 1846 — 27 апреля 1898) — англо-ирландский политик и военный. Он носил титул учтивости — виконт Александер с 1846 по 1855 год.

## Биография
Родился 11 июля 1846 года в Карлтон-Хаус-Террас в Лондоне. Старший сын Джеймса Дю Пре, 3-го графа Каледона (1812—1855), и леди Джейн Фредерике Гарриот Мэри Гримстон (1825—1888), дочери Джеймса Уолтера Гримстона, 1-го графа Верулама. Он получил образование в школе Харроу и в колледж Крайст-черч в Оксфорде.
30 июня 1855 года после смерти своего отца девятилетний Джеймс Александер унаследовал титулы 4-го графа Каледона (Пэрство Ирландии), 4-го виконта Каледона (Пэрство Ирландии) и 4-го барона Каледона (Пэрство Ирландии).
С 1877 по 1898 год — один из ирландских пэров-представителей в Палате лордов Великобритании. Занимал должность заместителя лейтенанта графства Тирон.
Капитан 1-го лейб-гвардии полка, майор батальона Королевских стрелков Иниискиллинга. В 1882 году лорд Каледон участвовал в Египетской военной кампании. В ноябре 1896 года он был награждён Орденом Святого Патрика.

## Личная жизнь
9 октября 1884 года лорд Каледон женился на леди Элизабет Грэм-Тоулер (6 июня 1857 — 6 октября 1939), дочери Гектора Грэма-Тоулера, 3-го графа Норбери (1810—1873), и леди Стюарт Бетюн. У супругов было трое детей:
- Эрик Александер, 5-й граф Каледон (9 августа 1885 — 10 июля 1968)[1], старший сын и преемник отца. Он не был женат и умер без детей.
- Достопочтенный Эрбран Чарльз Александер (28 ноября 1888 — 6 мая 1965)[1], отец 6-го графа Каледона.
- Достопочтенный Харольд Александер, 1-й граф Александер Тунисский (10 декабря 1891 — 16 июня 1969)[1], фельдмаршал.
- Достопочтенный Уильям Сигизмунд Патрик Александер (16 ноября 1895 — 24 декабря 1972)[1].

Лорд Каледон скончался 27 апреля 1898 года в возрасте 51 года на Керзон-стрит, Мейфэр, Лондон, от заражения крови и пневмонии. Он был похоронен в Каледоне, графство Тирон.